# カストルとポルックス神殿
カストルとポルックス神殿またはディオスクーリ神殿（ラテン語: Aedes Castorum、イタリア語: Tempio dei Dioscuri）はローマのフォロ・ロマーノにある古代の建築物である。紀元前495年、レギッルス湖畔の戦いの勝利への感謝を込めて建設された。カストルとポルックス（ギリシア語ではポリュデウケース）はディオスクーロイまたはジェミニ（双子）と呼ばれ、ゼウス（ユーピテル）とレーダーの双子の息子を意味する。その信仰はギリシャからマグナ・グラエキアを経由して南イタリアのギリシア文化と共にローマにもたらされた。

## 歴史
王政ローマ最後の王タルクィニウス・スペルブスはローマを追放された後、ラテン人たちと共に成立間もない共和政ローマと戦った。この戦いの前に、ローマの独裁官アウルス・ポストゥミウス・アルブスは、戦いに勝ったらディオスクーロイの神殿を建立することを誓った。
伝説によれば、カストルとポルックスは2人の有能な騎手として戦場に現れ、ローマ側に加勢したという。また、ローマが勝利した後にもフォルム・ロマヌムのユートゥルナの泉に現れ、馬に水を飲ませたという。神殿は彼らが現れたと言われている場所に建てられた。ポストゥミウスの息子が神殿を完成させたのは紀元前484年のことだった。
紀元前117年、ルキウス・カエキリウス・メテッルス・デルマティクスはダルマチア人に勝利したことを記念して、この神殿を修復し拡張した。
首都ローマは急激に人口が増え、民会が開かれるクリア・ホスティリア（旧元老院議事堂）前のコミティウムではスペースが足りなくなっており、デルマティクスの修復後、あるいはその半世紀前からの可能性もあるが、カストル神殿の前に人々が集まるようになっていた。また、神殿は元老院の議場としても使われたとキケロは書き残しているが、紀元前159年の元老院決議で使われたことしか記録になく、デルマティクスの修復からスッラ時代までの間に使われていた、もしくはその後も少人数の会議で利用されていたと予想されている。キケロは、『ウェッレス弾劾』の中で、首都プラエトルのガイウス・ウェッレスが必要もない修復を行って代金をかさ増ししたと非難している。
帝国期になると、この神殿は度量衡を監督する役所が設けられ、国家の宝物庫とされた。紀元前14年、フォルム・ロマヌムの主要部分が火災で焼け落ち、この神殿も破壊された。これを再建したのは、後に第2代皇帝となったティベリウスである。新たな神殿が完成したのは紀元6年のことだった。現在遺跡として残っているのはこのティベリウスが建てた神殿の一部である。ただし、土台はメテッルスの時代のものである。
エドワード・ギボンによれば、カストルとポルックス神殿は元老院の秘密会談の場所として使われていたという。237年、元老院がマクシミヌス・トラクスを退位させゴルディアヌス1世を新たな皇帝にするという相談をしたのがこの神殿だったという。

## 建築
周柱式の8柱式神殿で、短辺に8本のコリント式柱があり、長辺に11本の柱があった。内陣は一部屋で、壁面はモザイクで覆われていた。土台は32m×49.5mの広さで、高さは7mあった。ローマン・コンクリート製で、元々は凝灰岩の板で覆われていたが、後に除去された。古代の文献では土台部分に上がる階段は中央に1つだけとされていたが、発掘によって2つの面に階段があったことがわかっている。
恐らくメテッルスによって8柱式に修復され、密柱式で並べられたと考えられている。ファサードには演台があり、左右両側面から階段で上る形で、高さはおよそ3.5mあり、ここから政務官がフォルム・ロマヌムにいる民衆に向かって演説していた。演台から柱の間の階段を上ってポーチへ入る形だったと思われる。

## 現在の遺跡
フォロ・ロマーノの多くの建築物と同様、この神殿も15世紀の長きに渡って破壊・略奪にさらされ、廃墟と化した。神殿は紀元4世紀にもそのまま建っていたが、その後の歴史は不明であり、15世紀には3本の柱だけが残っていた。その付近を通る道は via Trium Columnarum（直訳すると「3本の柱通り」）と呼ばれていた。1760年、崩壊寸前の柱を修復するため、足場を建設した。ジョヴァンニ・バッティスタ・ピラネージとイギリス人建築家ジョージ・ダンスがその足場に登り、正確な計測を行った。ダンスは「世界中のコリント式円柱の中でも最も素晴らしい」と父への書簡に記している。
今日、土台には外装がなく、3本の柱とエンタブラチュアの一部が建っていて、フォロ・ロマーノの中でも最も有名な遺跡のひとつとなっている。

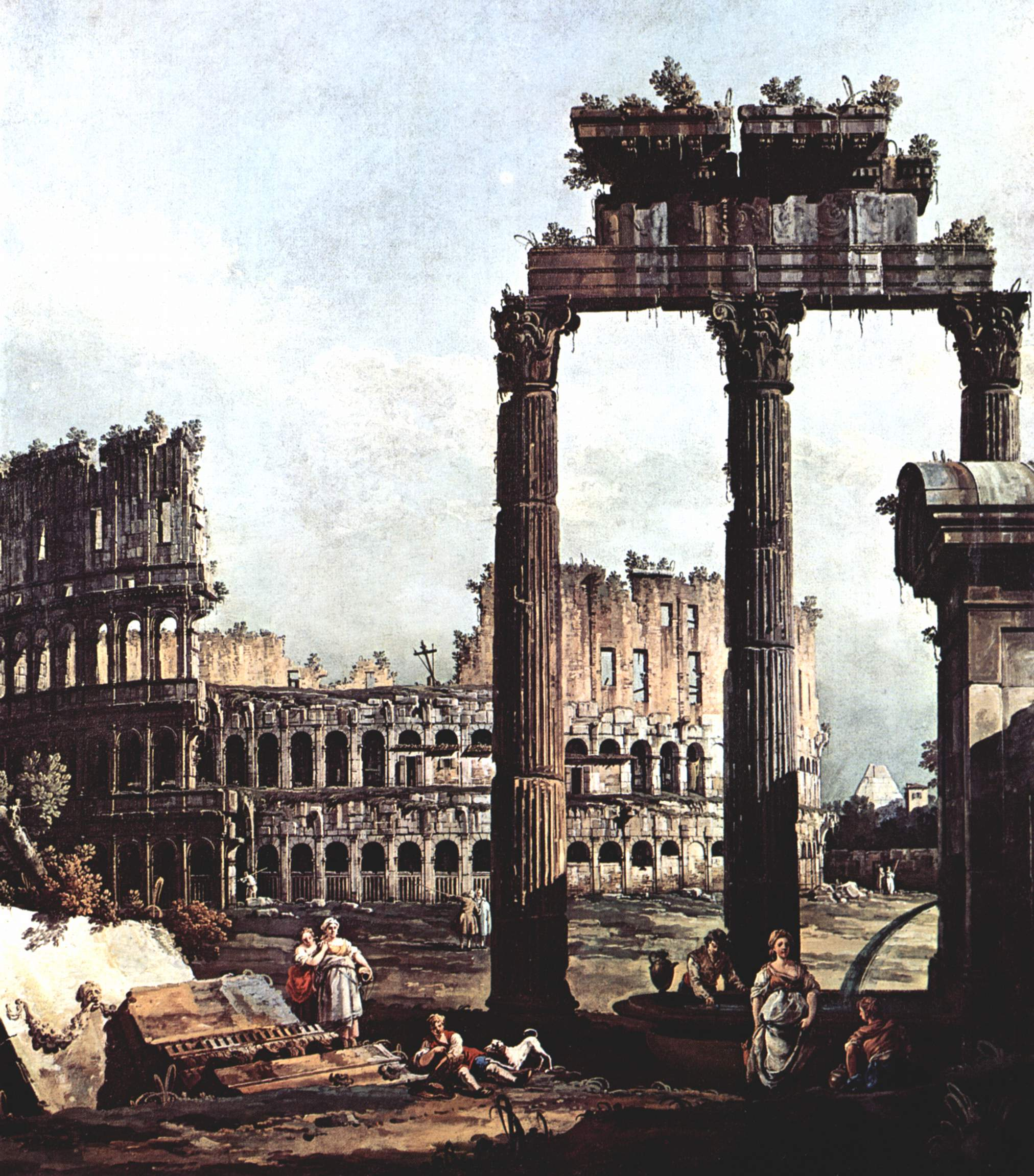
ベルナルド・ベッロット画（1742年 - 1747年）
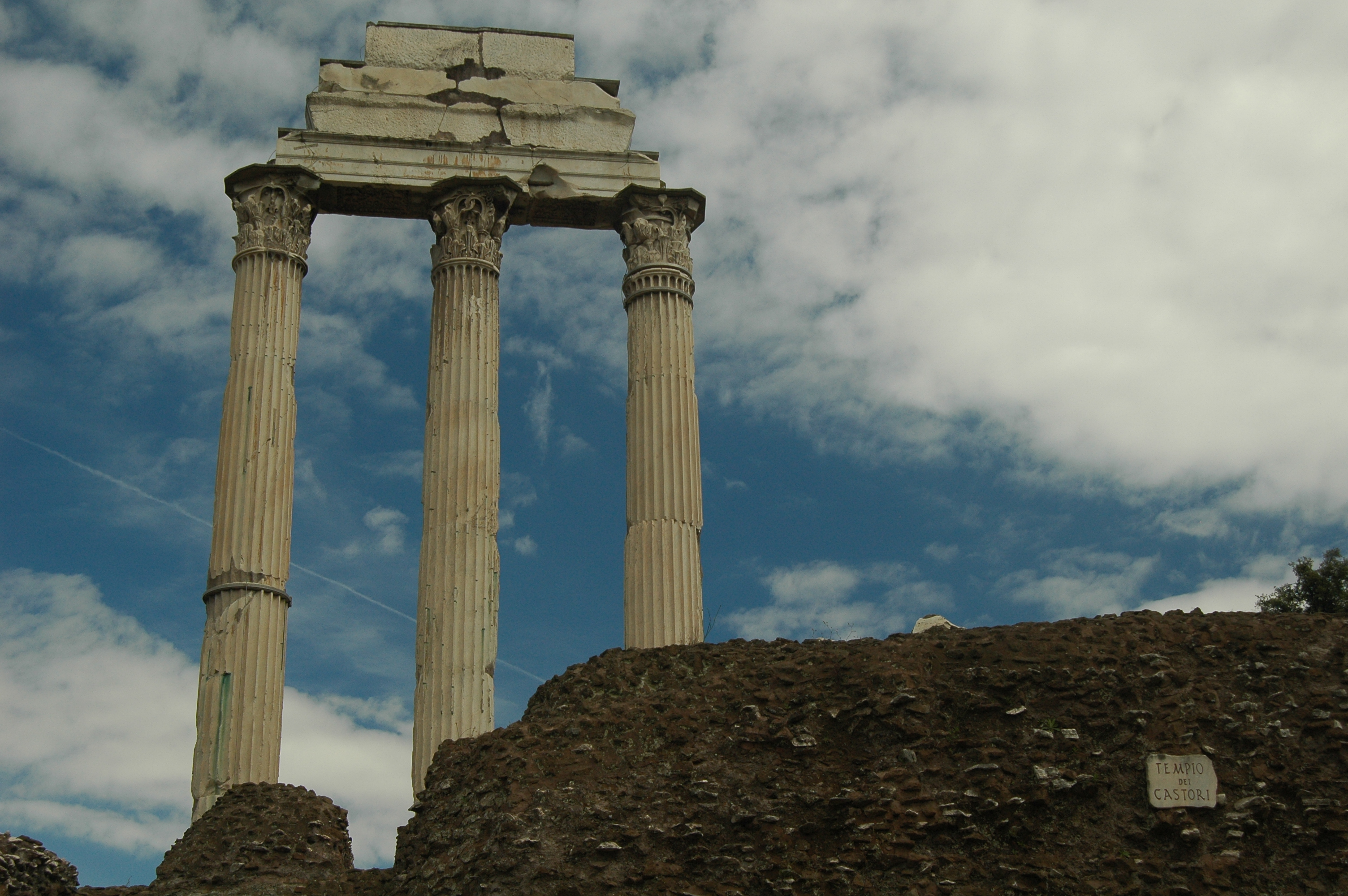
カストルとポルックス神殿の3本の柱
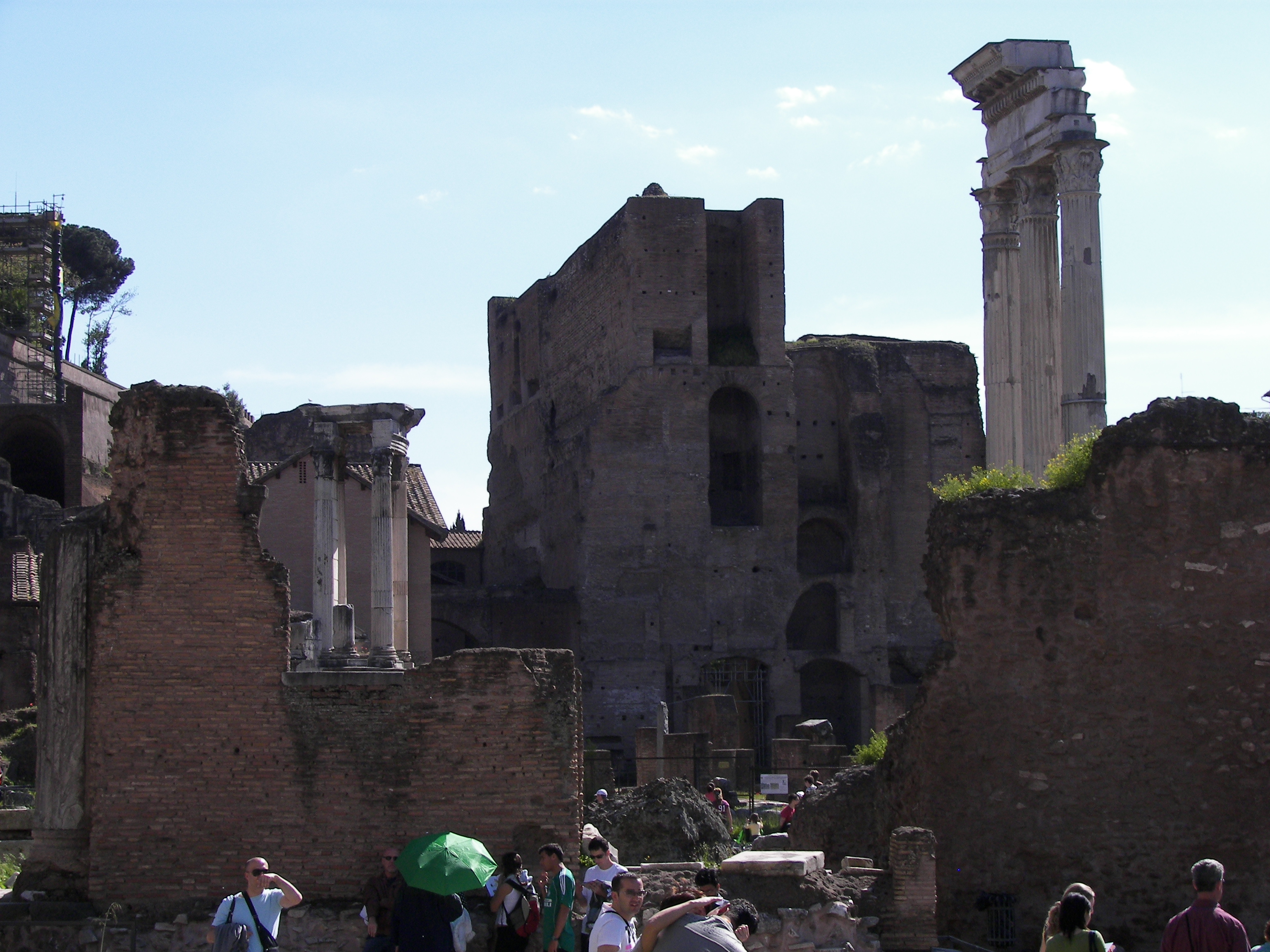
カストルとポルックス神殿全景